# Вооружённые силы Сьерра-Леоне
Вооружённые силы Сьерра-Леоне (англ. Republic of Sierra Leone Armed Forces) — совокупность сухопутных войск, военно-морских сил и военно-воздушных сил Республики Сьерра-Леоне, предназначенных для защиты населения, национальных интересов, государственного строя и территориальной целостности страны.

## История
Вооруженные силы были сформированы в 1961 году после обретения независимости от Британской империи. 
В 1997 году военный бюджет составлял 2 % от ВВП страны, военные расходы - 46 млн. долларов США.
3 декабря 2008 года Сьерра-Леоне подписала конвенцию о отказе использования кассетных боеприпасов (вступившую в действие с 1 августа 2010 года).
В 2010 году численность вооруженных сил Сьерра-Леоне составляла около 13 000 человек.
Личный состав вооружённых сил Сьерра-Леоне принимает участие в миротворческих операциях ООН (потери Сьерра-Леоне во всех операциях ООН с участием страны составили 40 человек погибшими).

## Современное состояние
Верховным главнокомандующим является президент страны. Вооружённые силы Сьерра-Леоне (ВС С-Л) входят в структуру Министерства обороны и национальной безопасности страны, которая занимается разработкой, реализацией, мониторингом и оценкой стратегической оборонной политики страны. ВС С-Л разделены на сухопутные войска, военно-морские силы и военно-воздушные силы. Общая численность регулярных вооружённых сил насчитывает от 12 до 13 тыс. человек. Около 500 человек числятся в резерве. Количество людских военных ресурсов по оценке 2001 года: 563 631 мужчин в возрасте от 15 до 49 лет не имеющих ограничения к военной службе. Численный состав ВМС составляет около 200 человек. Войска обучают около британские и американские военные инструкторы.

## Вооружение
Вооружённые силы страны имеют ограниченный бюджет и используют технику со вторичного рынка вооружений. По состоянию на 2009 год в ВС Сьерра-Леоне использовалась следующая техника:
| Фото                  | Тип                       | Описание                                | Количество                  | Примечания                                                                                       |              |
| Бронетехника          | Бронетехника              | Бронетехника                            | Бронетехника                | Бронетехника                                                                                     | Бронетехника |
| --------------------- | ------------------------- | --------------------------------------- | --------------------------- | ------------------------------------------------------------------------------------------------ | ------------ |
|                       | Т-72                      | Основной боевой танк                    | 2                           | Танки были поставлены в 1994—1995 годах с Украины через Польшу                                   |              |
|                       | БМП-2                     | Боевая машина пехоты                    | 4                           | Поставлены в 1992 году из России                                                                 |              |
|                       | OT-64 SKOT APCs           | Бронетранспортёр                        | 10                          | Поставлены в 1993—1994 годах из состава вооружённых сил Словакии. Используются только спецназом. |              |
|                       | Casspir                   | Бронетранспортёр                        | 3                           |                                                                                                  |              |
|                       | MOWAG Piranha             | Бронеавтомобиль                         | н/д                         | Поставлены в 1980-е годы                                                                         |              |
| Артиллерия            |                           |                                         |                             |                                                                                                  |              |
|                       | н/д                       | Миномёт калибра 120-мм                  | Общее количество 31 миномёт |                                                                                                  |              |
|                       | Румыния                   | Миномёт калибра 82 мм                   | Общее количество 31 миномёт |                                                                                                  |              |
|                       | Румыния                   | Миномёт калибра 81 мм                   | Общее количество 31 миномёт |                                                                                                  |              |
|                       | ЗПУ-1                     | 14,5-мм зенитная пулемётная установка   | 7                           |                                                                                                  |              |
|                       | РПГ-7 Type 69             | Ручной противотанковый гранатомёт       | н/д                         |                                                                                                  |              |
|                       | Grg m/48                  | 84-мм ручной противотанковый гранатомёт | н/д                         | The Military Balance 2010. — P. 322                                                              |              |
|                       | Стрела-2                  | Переносной зенитный ракетный комплекс   | н/д                         |                                                                                                  |              |
| Стрелковое вооружение |                           |                                         |                             |                                                                                                  |              |
|                       | РПД                       | 7,62-мм ручной пулемёт                  | н/д                         |                                                                                                  |              |
|                       | РПК                       | 7,62-мм ручной пулемёт                  | н/д                         |                                                                                                  |              |
|                       | SA80                      | Комплекс стрелкового оружия             | н/д                         |                                                                                                  |              |
|                       | АК-47                     | Автомат                                 | н/д                         |                                                                                                  |              |
|                       | HK G3                     | Автоматическая винтовка                 | н/д                         |                                                                                                  |              |
|                       | FN FAL                    | Автоматическая винтовка                 | н/д                         |                                                                                                  |              |
| Самолёты              |                           |                                         |                             |                                                                                                  |              |
|                       | Partenavia P.68           | Патрульный самолёт                      | 1                           |                                                                                                  |              |
|                       | Saab Safari               | Учебно-тренировочный самолёт            | 2                           |                                                                                                  |              |
| Вертолёты             |                           |                                         |                             |                                                                                                  |              |
|                       | Ми-24                     | Ударно-транспортный вертолёт            | 3                           | По состоянию на 2012 год                                                                         |              |
|                       | Ми-8                      | Многоцелевой вертолёт                   | 1                           | По состоянию на 2016 год оба в нерабочем состоянии                                               |              |
|                       | Ми-17                     | Многоцелевой вертолёт                   | 1                           | По состоянию на 2016 год оба в нерабочем состоянии                                               |              |
|                       | Sud-Aviation Alouette III | Транспортный вертолёт                   | 1                           |                                                                                                  |              |
| Флот                  |                           |                                         |                             |                                                                                                  |              |
|                       | Type 062 gunboat          | Артиллерийский / патрульный корабль     | 7                           | Поставлены в 1973 году, последний в 2006 году                                                    |              |
|                       | Pompoli-class LSU         | Десантный катер                         | 3                           | Поставлены в 1980-х годах из Японии                                                              |              |
|                       | БКА типа «Шанхай-2»       | Быстроходный катер                      | 1                           | Поставлен в 2010 годах                                                                           |              |
|                       | Катер                     | Вооружённый катер                       | н/д                         | Катера вооружены стрелковым оружием                                                              |              |